# Харт, Долорес
Долорес Харт, O.S.B. (англ. Dolores Hart, урождённая Долорес Хикс (Dolores Hicks); род. 20 октября 1938) — американская католическая монахиня из ордена бенедиктинцев, известная ранее как актриса.
Родилась в Чикаго в семье актёра Берта Хикса и его супруги Харриетт. После развода родителей она некоторое время жила с бабушкой и дедушкой, которые отдали её на обучение в католическую школу святого Георгия в Чикаго. В конце 1940-х она переехала с матерью в Беверли-Хиллз, где окончила колледж. В 1956 году состоялся её кинодебют в музыкальном фильме с Элвисом Пресли «Любить тебя». Спустя два года она вновь сыграла с Пресли в фильме «Кинг Креол». В дальнейшем Харт появилась ещё в ряде фильмов, среди которых «Одинокие сердца» (1958), «Там, где ребята» (1960) и «Франциск Ассизский» (1961), а также некоторое время играла на Бродвее.
В 1963 году, сразу после окончания съёмок в фильме «Полетай со мной», Харт уехала в бенедиктинский монастырь Реджина Лаудис в город Вифлеем в штате Коннектикут, где вскоре приняла монашеский постриг.
За годы монашеского служения она, используя свою известность, привлекла ряд голливудских звёзд, таких как Пол Ньюмен и Патриша Нил, для финансирования различных проектов монастыря. В 2001 году Харт была избрана настоятельницей монастыря, и занимала эту должность до 2015 года. На сегодняшний день Харт состоит в Академии кинематографических искусств и наук, являясь при этом единственной монахиней из всех членов.
В 2011 году о жизни Долорес Харт был снят документальный фильм «Между Богом и Элвисом» ("God is the bigger Elvis"), ставший номинантом на премию «Оскар».